# حسن الوراكلي
حسن عبد الكريم الوراكلي، فقيه، ومفسر، ومحقق، وأديب، مغربي، من مواليد 17 مارس 1941م في مدينة تطوان بالمغرب.. توفي بتاريخ 26 سبتمبر 2018م

## المؤهلات العلمية
- حصل على إجازات، من شيوخ الرواية والدراية.
- الإجازة في العلوم الإسلامية، كلية أصول الدين، جامعة القرويين، تطوان، المملكة المغربية.
- الإجازة في اللغة العربية وآدابها، كلية الآداب، فاس، جامعة سيدي محمد بن عبد الله (المغرب).
- دبلوم في اللغة الإسبانية.
- دكتوراه دولة في الآداب الأندلسية ـ جامعة مدريد المركزية، مدريد (إسبانيا).

## الخبرات العلمية
عمل أستاذاً في عدة جامعات ومعاهد عليا منها:
- جامعة عبد الملك السعدي ـ تطوان.
- جامعة أم القرى في مكة المكرمة.
- كلية التربية للبنات في جدة.
- معهد البحوث وإحياء التراث الإسلامي ـ جامعة أم القرى.
- جامعة الملك عبد العزيز في جدة.
- أُعِدتْ وتُعَدُّ بإشرافه رسائل ماجستير وأطروحات دكتوراه في العلوم الشرعية، والأدبية، والتاريخية بأقسام الدراسات الإسلامية، واللغة العربية، والدراسات التاريخية والحضارية في كلية الآداب بجامعة الملك عبد الملك السعدي في تطوان، وكلية الآداب في جامعة محمد الخامس بالرباط، ودار الحديث الحسنية بالرباط، وكلية الشريعة وكلية اللغة العربية في جامعة أم القرى بمكة المكرمة، وغيرها.

النشاط الثقافي والفكري والدعوي:
- له نشاطات ثقافية عديدة تتوزع بين إقامة الملتقيات والندوات الأسبوعية والمشاركة في الندوات ومؤتمرات علمية وأدبية وفكرية في المغرب، والجزائر، وتونس، ومصر، والمملكة العربية السعودية، والإمارات العربية المتحدة، وليبيا، والنيجر، وإسبانيا، وفرنسا.
- كما شارك في المهرجانات الثقافية الكبرى المعروفة، مثل مهرجان أصيلة في المملكة المغربية، ومهرجان الجنادرية في المملكة العربية السعودية.

## النشاط الإعلامي الثقافي والفكري والصحافي
- أسس مع صديقه الشيخ محمد المنتصر الريسوني مجلة ثقافية أدبية باسم (النصر).
- عمل مدير تحرير صحيفة النور المغربية.
- كتب في صحف ومجلات ثقافية، وأدبية، ودعوية مغربية ومشرقية.
- اختير عضواً في هيئات استشارية لعدة مجلات، كما شارك في برامج ثقافية وفكرية ودعوية في بعض القنوات الفضائية العربية.. ويتمتع بعضوية الكثير من الاتحادات والهيئات والأندية الأدبية والثقافية.

## إنتاجه العلمي والأدبي والثقافي
- له سبعة وعشرون مؤلفاً في تراث الأندلس والمغرب الشرعي والأدبي والتاريخي.
- وله تسعة مؤلفات في تاريخ مكة العلمي والثقافي.
- بالإضافة إلى أربعة مؤلفات في الأدب الحديث والنقد.
- كما له ثمانية مؤلفات في الثقافة والفكر والدعوة.
- وأنجز ستة مؤلفات في التحقيق.
- أما الترجمة فله فيها ثمانية مؤلفات.
- أما الإبداع الأدبي فأفرد له أربعة عشر مؤلفاً.
- وبهذا وصلت جملة مؤلفاته ثمانين كتاباً إلا واحداً.
- نال اهتمام الباحثين بإعداد أعمال عن جهوده العلمية والأدبية.